# ТАСКО 7ЕТ3
TASKO 7ET3 — великокаліберна снайперська гвинтівка розроблена українською корпорацією «ТАСКО» для ураження легко-броньованих цілей, транспортних засобів, засобів зв'язку, ППО, вертольотів і літаків на стоянках, а також контр-снайперської боротьби на дистанції до 2000 м.

## Призначення та властивості
Виріб призначений для використання диверсійними групами та іншими частинами спецпризначення.
Як боєприпаси використовується 12,7×108 мм кулеметний набій або спеціальні снайперські боєприпаси, що подаються з магазинів місткістю 5 або 10 набоїв. Є також варіант цієї гвинтівки під набій стандарту НАТО 12,7х99 (.50 BMG).
Зброя напівавтоматична, механізм автоматики заснований на принципі використання відбою напіввільного затвора. Стрільба ведеться з сошок, які в складеному стані приховані під стволом. Можливе коригування щоки приклада для зручності стрільця. Для зменшення сили відбою на стволі розміщене гальмо.
Для гвинтівки TASKO 7ET3 можуть бути використані будь-які оптичні та нічні приціли за бажанням замовника.
Рукоятка перенесення розташована точно в центрі ваги гвинтівки, що дозволяє переносити її одній людині.

## Тактико-технічні характеристики
Тактико-технічні характеристики TASKO 7ET3:
- Патрон — 12,7х108 або 12,7х99 (.50 BMG),
- вага кулі — 51/40,4-45,8 г,
- початкова швидкість кулі — 890/860 м/с,
- дулова енергія кулі — 20,1/16,27-16,93 КДж,
- загальна довжина — 1540 мм,
- довжина ствола — 900 мм,
- загальна вага (без патронів) — 16 кг,
- місткість магазина — 5 або 10 патронів,
- прицільна дальність — 2000 м.